# Lista străzilor din sectorul 5
Lista străzilor din sectorul 1 | 2 | 3 | 4 | 5 | 6

## Alei
Aleile sunt străzi înguste și scurte, plantate pe margini cu flori sau arbori.
1. Aleea Bacău
2. Aleea Bărbătești
3. Aleea Botorani
4. Aleea Costinești
5. Aleea Craiovița
6. Aleea Anghel Dogaru
7. Aleea Ghimeș
8. Aleea Andrei Iacob A
9. Aleea Andrei Iacob B
10. Aleea Andrei Iacob C
11. Aleea Andrei Iacob D
12. Aleea Imașului
13. Aleea Lerești
14. Aleea Livezilor
15. Aleea Platanului
16. Aleea Podul Giurgiului
17. Aleea Posada
18. Aleea Pricopan
19. Aleea Prundului
20. Aleea Rădășeni
21. Aleea Sălaj
22. Aleea Solca
23. Aleea George Cristian Stanciu
24. Aleea Stogu
25. Aleea Șurianu
26. Aleea Tulcea
27. Aleea Vicina

## Bulevarde
Bulevardele sunt străzi urbane largi și drepte, de mare circulație, în general mărginite de plantații de arbori.
1. Bulevardul George Coșbuc, poet
2. Bulevardul Eroii Sanitari
3. Bulevardul Eroilor
4. Bulevardul Mihail Kogălniceanu
5. Bulevardul Libertății
6. Bulevardul Gheorghe Gh. Marinescu, prof.dr.
7. Bulevardul Națiunile Unite
8. Bulevardul Pieptănari
9. Bulevardul Regina Elisabeta
10. Bulevardul Schitu Măgureanu
11. Bulevardul Unirii
12. Bulevardul Tudor Vladimirescu

## Căi
Căile sunt artere de pătrundere într-un oraș, iar rolul lor este de a face legătura cu o șosea importantă. În trecut calea era o stradă care servea drept arteră principală de circulație într-un oraș.
1. Calea 13 Septembrie
2. Calea Ferentari
3. Calea Plevnei
4. Calea Rahovei
5. Calea Victoriei

## Drumuri
Drumurile sunt căi de comunicație terestră, străzi, șosele.
1. Drumul Cooperativei
2. Drumul Darvari
3. Drumul Funigeilor
4. Drumul Ghindari
5. Drumul Luptătorilor Antifasciști
6. Drumul Mărăcineni
7. Drumul Nefliului
8. Drumul Mic între Vii

## Intrări
Intrările sunt străzi mici înfundate la un capăt. Poartă și denumirea de fundături.
1. Intrarea 13 Septembrie
2. Intrarea Acvila
3. Intrarea Azimei
4. Intrarea Eugen Bădărău, fizician
5. Intrarea Batasani
6. Intrarea Bechet
7. Intrarea Bega
8. Intrarea Beica
9. Intrarea Biserica Ghencea
10. Intrarea Blidari
11. Intrarea Bolboci
12. Intrarea Botorca
13. Intrarea Branistari
14. Intrarea București - Măgurele
15. Intrarea Ioan I. Burlacu, cap.
16. Intrarea Buturugeni
17. Intrarea Câmpenești
18. Intrarea Cartojanca
19. Intrarea Cernadia
20. Intrarea Chirnogi
21. Intrarea Ciclop
22. Intrarea Cincu
23. Intrarea Ciolpani
24. Intrarea Ciorăști
25. Intrarea Cisla
26. Intrarea Ciuboțica Cucului
27. Intrarea Aurel Ciurea
28. Intrarea Cobadin
29. Intrarea Codrului
30. Intrarea Colibași
31. Intrarea Comănești
32. Intrarea Confirmării
33. Intrarea Cooperativei
34. Intrarea Caius Marcius Coriolan
35. Intrarea Cosmina
36. Intrarea Daia
37. Intrarea Dărăști
38. Intrarea Atanase N. Demosthen, g-ral. medic
39. Intrarea Doina
40. Intrarea Drumul Mic între Vii
41. Intrarea Echerului
42. Intrarea Epigramei
43. Intrarea Eternității
44. Intrarea Evocării
45. Intrarea Evoluției
46. Intrarea Fărcășanca
47. Intrarea Fedeleșului
48. Intrarea Ferentari A
49. Intrarea Ferentari B
50. Intrarea Ferentari C
51. Intrarea Fragilor
52. Intrarea Frâncești
53. Intrarea Fulgilor
54. Intrarea Găești
55. Intrarea Garoafei
56. Intrarea Gazonului
57. Intrarea Ghidigeni
58. Intrarea Giurgiului
59. Intrarea Gorneni
60. Intrarea Grădiniței
61. Intrarea Herești
62. Intrarea Humulești
63. Intrarea Inovației
64. Intrarea Cristea Ionescu
65. Intrarea Petre Ispirescu
66. Intrarea Jibou
67. Intrarea Jupânești
68. Intrarea Letea
69. Intrarea Lintești
70. Intrarea Livezilor
71. Intrarea Lucernei
72. Intrarea Luptătorilor Antifasciști
73. Intrarea Manucu
74. Intrarea Mărgeanului
75. Intrarea Mărgineni
76. Intrarea Meterezului
77. Intrarea Mistrețului
78. Intrarea Vasile Musca
79. Intrarea Costache Negri
80. Intrarea Neptun
81. Intrarea Ogradei
82. Intrarea Ojogului
83. Intrarea Ostroveni
84. Intrarea Oteleni
85. Intrarea Pângărați
86. Intrarea Louis Pasteur, dr.
87. Intrarea Pășunilor
88. Intrarea Pătuleni
89. Intrarea Vasile D. Paun
90. Intrarea Piticului
91. Intrarea Platinei
92. Intrarea Plopeni
93. Intrarea Podoleni
94. Intrarea Posada
95. Intrarea Prundeni
96. Intrarea Prunișor
97. Intrarea Racoș
98. Intrarea Râureni
99. Intrarea Recaș
100. Intrarea Rojiștea
101. Intrarea Romaniței
102. Intrarea Ruscai
103. Intrarea Scurta
104. Intrarea Mihail Sebastian, scriitor
105. Intrarea Semănătorului
106. Intrarea Sinei
107. Intrarea Ștefan Vodă
108. Intrarea Stelelor
109. Intrarea Ionita Stere, sold.
110. Intrarea Stoenescu, col.medic
111. Intrarea Sucidava
112. Intrarea Sunătoarei
113. Intrarea Șuvița
114. Intrarea Ion Tănase, sold.
115. Intrarea Țarcului
116. Intrarea Târgu Ocna
117. Intrarea Petre Tătaru, erou
118. Intrarea Telița
119. Intrarea Teremia
120. Intrarea Tigveni
121. Intrarea Toporași
122. Intrarea Trompetului
123. Intrarea Țurcanei
124. Intrarea Turceni
125. Intrarea Tutunari
126. Intrarea Uraniului
127. Intrarea Valea Alba
128. Intrarea Valea Râmnicului
129. Intrarea Vânători
130. Intrarea Veseliei
131. Intrarea Viilor
132. Intrarea Vlădaia
133. Intrarea Vladimiri
134. Intrarea Vrabiei
135. Intrarea Zetea
136. Intrarea Zimbrului

## Piețe
Piețele sunt locuri întinse și deschise dintr-o localitate, unde se întâlnesc sau se întretaie mai multe străzi. Sunt adesea amenajate cu spații verzi, statui.
1. Piața Eroilor
2. Piața Mihail Kogălniceanu
3. Piața Națiunile Unite

## Șosele
Șoselele sunt străzi periferice largi, frumos amenajate, de obicei plantate cu pomi.
1. Șoseaua Alexandria
2. Șoseaua București - Măgurele
3. Șoseaua Panduri
4. Șoseaua Sălaj
5. Șoseaua Antiaeriana
6. Șoseaua Vârtejului

## Splaiuri
Splaiurile sunt străzi amenajate pe un mal înalt al unei ape.
1. Splaiul Independenței

## Străzi
1. Strada Abatajului
2. Strada Abnegației
3. Strada Acidava
4. Strada Acvila
5. Strada Adrian
6. Strada Agapie I. Ion (cap.)
7. Strada Albeni
8. Strada Albotești
9. Strada Aliman
10. Strada Altoiului
11. Strada Amaradiei
12. Strada Amurgului
13. Strada Anastasiu Constantin
14. Strada Anghel Alexandru
15. Strada Anghelache Ivan (cap.)
16. Strada Antiaeriana
17. Strada Antoniu Alexandru
18. Strada Anul 1821
19. Strada Apolodor
20. Strada Arămești
21. Strada Arbănași
22. Strada Arefu
23. Strada Armistițiului
24. Strada Aron Pumnu
25. Strada Asachi Gheorghe
26. Strada Asistenței
27. Strada Athanasiu Ion (prof.dr.)
28. Strada Axente Sever Ioan
29. Strada Babeș Victor (dr.prof.)
30. Strada Băcănau
31. Strada Bacău
32. Strada Bachus
33. Strada Baciului
34. Strada Badea Dumitru
35. Strada Baionetei
36. Strada Băiulescu Ion
37. Strada Băjești
38. Strada Bălan Constantin (cap.)
39. Strada Bălănești
40. Strada Băleni
41. Strada Bălinești
42. Strada Balomir
43. Strada Baltagului
44. Strada Băltărețului
45. Strada Banu Mărăcine
46. Strada Barajului
47. Strada Baraolt
48. Strada Bărbătescu Vechi
49. Stradaa Brca
50. Strada Bărdașului
51. Strada Bârlad
52. Strada Bârlea
53. Strada Bârnava Petre (serg.maj.)
54. Strada Bârnova
55. Strada Basarab Neagoe
56. Strada Basarabilor
57. Strada Bascov
58. Strada Bazaltului
59. Strada Beclean
60. Strada Bega
61. Strada Beldiman Alexandru (ziarist)
62. Strada Berescu Ion
63. Strada Berzovia
64. Strada Bistretu
65. Strada Bitumului
66. Strada Blejan Florea (serg.maj.)
67. Strada Bobâlna
68. Strada Bobului
69. Strada Bocăneț Alexandru (scriitor)
70. Bogdanescu Iordan
71. Boicescu Alexandru,dr.
72. Boldesti
73. Bonea Constantin
74. Borcan Ion
75. Bors Gheorghe,serg.maj.
76. Borsec
77. Botescu Haralambie,dr.
78. Botez P. Dumitru
79. Botorca
80. Botosani
81. Bradeana
82. Branistari
83. Bratasanca
84. Bratila
85. Braului
86. Brazilor
87. Brebenei
88. Breslelor
89. Brezoi
90. Brezoianu Ion,actor
91. Brutus M. I.
92. Buicliu Cristea,dr.
93. Bujorului
94. Bulboaca
95. Bulgarus
96. Burlacu I. Ioan,cap.
97. Burzuc
98. Busuiocului
99. Butimanu
100. Butoianu Mihail,g-ral.dr.
101. Buturugilor
102. Buzau
103. Buzoieni
104. Calaretilor
105. Califarului
106. Calinici Mihail
107. Calniste
108. Campeanu N. Ilie,lt.
109. Campenesti
110. Campia Burnas
111. Campia Mierlei
112. Campul Mare
113. Candea I. Ion,sold.
114. Capsa Stefan,dr.
115. Caracal
116. Caragiale Mateiu,scriitor
117. Carcalechi Zaharia
118. Carelor
119. Carlibaba
120. Carpen V. Ioan,serg.maj.
121. Cartojani
122. Carul Mare
123. Carul Mic
124. Carutei
125. Cascadei
126. Cedrilor
127. Cegan Ionita
128. Cenad
129. Cernavoda
130. Cheia
131. Chihlimbarului
132. Chimirului
133. Chirilescu Mihail,serg.
134. Chiritescu Radu
135. Cibinului
136. Cioranu Mihail
137. Circulatiei
138. Ciubotica Cucului
139. Ciuca Mihai,dr.
140. Ciuleandra
141. Cladova
142. Clejani
143. Clunet,dr.
144. Cobadin
145. Cocea. N. D.
146. Codrului
147. Cojocaru Elena si Vasile
148. Colindelor
149. Colinei
150. Coman Ion,sold.
151. Comsesti
152. Condorului
153. Conea Ion
154. Consecventei
155. Constantin Voda
156. Consumului
157. Contesti
158. Cooperatiei
159. Corbita
160. Coriolan Caius Marcius
161. Cornea Ion
162. Corod
163. Cosoveni
164. Cosuleni
165. Cozieni
166. Craioveanu Luca,col
167. Craisorului
168. Craitelor
169. Crasna
170. Creanga Ion
171. Creata
172. Cremenei
173. Crizantemelor
174. Croitoru Vasile,sold.
175. Cucuteni
176. Culturii
177. Cuntan Maria
178. Cununita
179. Cupidon
180. Curtea de Arges
181. Daicareanu
182. Daisoara
183. Dan Mihail,pictor
184. Dantelei
185. Darniciei
186. Darste
187. Datinilor
188. Davidesti
189. Davila Ana
190. Davila Carol
191. Dealul Cotmeana
192. Deliu Constantin,serg.
193. Delureni
194. Demosthen N. Atanase,g-ral.medic
195. Dihorului
196. Dimieni
197. Dinca Stefan
198. Dinicu Gheorghe
199. Disciplinei
200. Dobrescu Ion
201. Dobrin Nicolae
202. Dobrun
203. Docolina
204. Docuri
205. Dogaru Anghel
206. Doina
207. Doljesti
208. Domnita Anastasia
209. Donici Gheorghe,serg.
210. Dorneasca
211. Dornisoara
212. Dorului
213. Drag Marin,serg.maj.
214. Dragalina Ion,g-ral.
215. Dragan Nicolae
216. Dragasani
217. Draghiescu Dimitrie,dr.
218. Dragomiresti
219. Dragova
220. Dragu Teodor,ing.
221. Dragut N. Gheorghe,cap.
222. Dretea
223. Dudescu Radu
224. Dumbrava Noua
225. Dumitrescu Ilie,serg.
226. Dumitrescu Vasile
227. Dunavat
228. Duta Gheorghe
229. Echinoctiului
230. Eclipsei
231. Ecuatorului
232. Eforiei
233. Eftimiu Mache
234. Elegiei
235. Elie Radu,ing.
236. Enache Spirache
237. Epigonilor
238. Erie Eroul
239. Eternitatii
240. Eustatiu I. Mihail,g-ral
241. Fabrica de Chibrituri
242. Farcasanca
243. Fat Frumos
244. Filiasi
245. Firuta
246. Flamurei
247. Flautului
248. Floare de Gheata
249. Floare de Varf
250. Florarilor
251. Florea Gheorghe,sold.
252. Florescu Aurel
253. Floretei
254. Florica
255. Fluturilor
256. Focsani
257. Fragmentului
258. Franarului
259. Fratii Buzesti
260. Freamatului
261. Frecatei
262. Frunte Lata
263. Fulgeresti
264. Furculesti
265. Furnalului
266. Gadescu Petre,dr.
267. Gaesti
268. Gafton Lazar,serg.
269. Gagesti
270. Gaiceana
271. Galautas
272. Galea Nicolae
273. Gall Iuliu
274. Gara Dealul Spirii
275. Garbea Ion,cpt.
276. Gardeniei
277. Garoafei
278. Garofeanu Ion,lt.av.
279. Gaspar Dumitru,lt
280. Gemanata
281. Gheorghieni
282. Gheorghiu Filofteia
283. Gheorghiu Pericle
284. Gherghefului
285. Gherghina
286. Ghidigeni
287. Ghiocului
288. Ghiulamila Ion,dr.
289. Gilortului
290. Giuvala
291. Glicinelor
292. Gorani
293. Gorgona Dimitrie
294. Gorjului
295. Gorovei Artur
296. Gradina cu Cai
297. Gradinii
298. Grapei
299. Greaca
300. Strada Dimitrie Grecescu, prof.dr.
301. Grigoreanu Petre,cap
302. Grindu
303. Gripescu Ilie
304. Grozavu Vasile,slt.
305. Gruia
306. Gura Lotrului
307. Gura Padinii
308. Gurita Ilie,frt.
309. Gutenberg Johann
310. Gutuilor
311. Hagi Dina
312. Halmageanu Gheorghe
313. Harniciei
314. Harpei
315. Hasdeu Bogdan Petriceicu,scriitor
316. Hategana
317. Hepites Stefan,ing.
318. Herculane
319. Hercule
320. Herescu Petre,dr.
321. Humulesti
322. Hurmuzescu Dragomir
323. Iacob Andrei
324. Iacobeni
325. Iacovache Alexandru,ing.
326. Iancu Jianu
327. Iasi
328. Iasomiei
329. Iatropol Panait,dr.
330. Iazului
331. Iederei
332. Ileana Cosanzeana
333. Ilfov
334. Iliada
335. Ilie Mihail,sold.
336. Ilina,cap.
337. Iliuta I. Ion,sold.
338. Imasului
339. Imboldului
340. Inclinata
341. Indrumarii
342. Invoirii
343. Ioachim Gheorghe
344. Ionescu Cristea
345. Ionescu Stefan Octavian
346. Ionescu Thoma,dr.
347. Iordache Nastase
348. Iordana
349. Iorga Gheorghe,serg.maj.
350. Iosif O. Eugen,dr.
351. Iovan Ion,frt
352. Iovita
353. Ispirescu Petre
354. Ivanescu Dumitru
355. Izvor
356. Jiblea
357. Jiliste
358. Jirlau
359. Jolliot Curie Frederic
360. Jugureni
361. Jurilovca
362. Koch K. Robert,dr.
363. Lacul Bucura
364. Lacul Ciulnita
365. Lacul Dulce
366. Lacul Mare
367. Lacul Oltina
368. Lacul Orza
369. Lacul Pasarea
370. Lacul Plopului
371. Lacul Rastu
372. Langesti
373. Lantului
374. Lascarescu Valdemar,cpt.
375. Lastunului
376. Lavei
377. Lazarescu Dumitru
378. Lecca Constantin,pictor
379. Leonte Anastasievici,dr.
380. Leopardului
381. Leresti
382. Lespezi
383. Liliacul Alb
384. Liliacului
385. Limanul Corbului
386. Lintes Petre,lt.
387. Lipsa
388. Lipscani
389. Strada Joseph Lister, dr.
390. Litografiei
391. Livezilor
392. Locusteanu Alexandru,dr.
393. Luceafarului
394. Lucernei
395. Lucifer
396. Luntreni
397. Lupoaicei
398. Maghiranului
399. Magura Codlei
400. Magurei
401. Malcoci
402. Mandresti
403. Manea Serban,serg
404. Manescu Constantin
405. Manolescu Nicolae,dr.
406. Marc Aureliu
407. Margeanului
408. Marin Constantin
409. Marinescu Constantin,lt.col.
410. Marinescu Petre
411. Matei Constantin
412. Mateiasul
413. Mazilu Teodor
414. Merisani
415. Mestecanis
416. Miculescu Constantin
417. Miercurea Ciuc
418. Mihai D. Stan,serg.
419. Mihai Voda
420. Mircea cel Batran
421. Mirinescu Mihail,dr.
422. Misca Petre,cap.
423. Mitari
424. Mitropolitul Dosoftei
425. Mitropolitul Veniamin Costache
426. Miulesti
427. Mizileni
428. Moara Rosie
429. Modoran Ene,sold.
430. Moldoveanului
431. Moraru F. Stefan,serg.
432. Moruzestilor
433. Mos Adam
434. Moscului
435. Motoc
436. Motrului
437. Mucenicul Becheru
438. Muncitorului
439. Muntii Carpati
440. Musat Constantin,serg.
441. Musatinilor
442. Musca Nicolae
443. Nabucului
444. Naipu
445. Nandru
446. Nanu Muscel Ioan,dr.
447. Nasaud
448. Navalnicului
449. Nedeia
450. Nedelcu Ilie,cpt.
451. Nedeleanu Ion,serg.maj.
452. Negri Costache
453. Nehoiasi
454. Nenciu Petre
455. Neptun
456. Niculescu Iosif
457. Nivelarii
458. Novaci
459. Nufarul Galben
460. Nutu Anghel
461. Nutu Ion,serg.
462. Oaie Ion,erou
463. Obedenaru Gheorghiade Mihail,dr.
464. Odihnei
465. Odoarei
466. Ofrandei
467. Ogorului
468. Ogrezeni
469. Olaru Zamfir
470. Olteanu,sold.
471. Oltina
472. Oltului
473. Omatului
474. Operetei
475. Oprea Istrate
476. Ordinei
477. Orion
478. Orleanu Paul
479. Osiris
480. Ostrov
481. Otelul Rosu
482. Otulescu Scarlat
483. Palota
484. Paltinilor
485. Paltinoasa
486. Panerului
487. Panterei
488. Papusoiului
489. Paraschivescu
490. Paraului
491. Pasarea
492. Pasteur Louis,dr.
493. Pastravilor
494. Pasunilor
495. Paulescu Nicolae,dr.
496. Paulina
497. Paun Ilie
498. Paun Nicolae,cap.
499. Paun Petre
500. Paunasul Codrilor
501. Pausa
502. Pavel Constantin
503. Pazei
504. Pecineaga
505. Pecinisca
506. Peciu Nou
507. Peleaga
508. Pellea Amza,actor
509. Penes Dumitru,av.
510. Pereni
511. Perinita
512. Persicani
513. Petalelor
514. Petrescu Gheorghe
515. Petrescu Zaharia,dr.
516. Petrini Galati Mihail,dr.
517. Petrosani
518. Petru Voda
519. Piatra Alba
520. Piatra Neamt
521. Piatra Olt
522. Piatra Soimului
523. Pichetului
524. Piramidei
525. Pitesti
526. Pitpalacului
527. Plaisoru
528. Plesani
529. Plivitului
530. Plopeni
531. Podul Giurgiului
532. Poenaru Petrache
533. Poenaru Vasile,frt.
534. Poenita
535. Poiana Verde
536. Politiei
537. Poloni Victor,dr.
538. Pontonierilor
539. Popa Nae
540. Popa Stefan
541. Popa,slt.
542. Popeia Corneliu,col.
543. Popescu Gheorghe
544. Popina
545. Popovici Nicolae,elev
546. Porojan Nicolae,sold.
547. Portita
548. Porumbaru Ion,mr.
549. Posada
550. Preda,cap.
551. Prel Ferentari
552. Prepelicarului
553. Pretorienilor
554. Pribeagului
555. Pricopan
556. Progresului
557. Prundeni
558. Prundului
559. Prunilor
560. Pucheni
561. Puisor
562. Racaciuni
563. Rachetei
564. Rachitasului
565. Racovita Felicia
566. Radacinei
567. Radarului
568. Raditei
569. Radovici Ion,dr.
570. Radu Constantin
571. Raducanu Cristea,cap.
572. Radulescu Musat
573. Rafiei
574. Raureanu,dr.
575. Razoare
576. Recrutului
577. Rhea Silvia
578. Rinocerului
579. Risipitu Samoila,sold.
580. Ritoride
581. Roman
582. Rombului
583. Strada Grigore Romniceanu, dr.
584. Rosca Pandele
585. Rovinari
586. Rozetului
587. Roznov
588. Rupea
589. Ruse Dumitru
590. Sabinelor
591. Sadului
592. Saligny Anghel,ing.
593. Salvatorului
594. Salviei
595. Sanatoriului
596. Sandor Gheorghe,serg.
597. Sandulita
598. Santimbru
599. Sapientei
600. Sapunari
601. Saru Dornei
602. Sascut
603. Saturn
604. Scarlat,serg.
605. Scoartei
606. Sebastian Mihail,scriitor
607. Semanatorului
608. Serbesti
609. Serbota
610. Severeanu Constantin,dr.
611. Sfantul Elefterie
612. Silexului
613. Silfidelor
614. Simfoniei
615. Sinei
616. Sirenelor
617. Slatina
618. Smarandache
619. Soceni
620. Socolesti
621. Soimarestilor
622. Solului
623. Soreni
624. Spataresti
625. Spatarul Preda
626. Spatiului
627. Spiralei
628. Spulber
629. Staicovici D. Nicolae,dr.
630. Staminelor
631. Stana de Vale
632. Stancu Petre
633. Stanescu Irina
634. Stanisoara
635. Stefan Voda
636. Stefanescu Ion
637. Stefesti
638. Stiintei
639. Stoicanesti
640. Stroe Vasile,slt.
641. Strugurilor
642. Sucevita
643. Sufaru Gheorghe
644. Suhaia
645. Sulfinei
646. Sulitei
647. Sumandra
648. Suranesti
649. Surduc
650. Surlei
651. Suvita
652. Suzana
653. Tabara Stan
654. Tablan Dumitru,serg.
655. Tacerii
656. Tacu D.,ing.
657. Taiga
658. Talazului
659. Tamasoaia
660. Tapsanului
661. Taranu Grigore,dr.
662. Taranu Ion
663. Targovisteanu Negoita
664. Targovistei
665. Targu Carbunesti
666. Targu Jiu
667. Tataru Petre,erou
668. Tatu Tudor,sold.
669. Tecuci
670. Teiului
671. Teius
672. Talazului
673. Telita
674. Teliu
675. Teodorescu Florea,dr.
676. Teodori Iuliu,dr.
677. Teodoru D. I.,ing.
678. Teohari Anibal,prof.dr.
679. Tepelus
680. Tichindeal Dimitrie
681. Tigrului
682. Tiparnitei
683. Tobosari
684. Tocilei
685. Tocilescu Grigore
686. Todireni
687. Toma Constantin,erou
688. Tomescu C. Nicolae,dr.
689. Tomescu Voicu
690. Toplet
691. Topliceanu Vasile,serg.maj.
692. Topolnita
693. Topologului
694. Toporasi
695. Tortoman
696. Tragaciului
697. Trasnea
698. Triunghiului
699. Trompetului
700. Tudor Alexandru
701. Tufanilor
702. Tufelor
703. Tufisului
704. Tunsu Petre,sold.
705. Turceni
706. Turnescu Nicolae,dr.
707. Turturica,serg.
708. Tutunari
709. Ulmilor
710. Umbrarului
711. Ungheni
712. Uranus
713. Urdareanu Ion
714. Urleanu Barbu
715. Ursa Mica
716. Usurelu Ion,cap.
717. Valcele
718. Valea Alba
719. Valea Hartibaciului
720. Valea Poenii
721. Valea Timisului
722. Valeni
723. Valisoara
724. Valtoarei
725. Vanatori
726. Vaslui
727. Vedea
728. Venus
729. Veseliei
730. Vicina
731. Vicol Nicolae,dr.
732. Vidului
733. Vigilentei
734. Vigoniei
735. Vijelie,cpt.
736. Vistea Gheorghe,sold.
737. Vistierilor
738. Vitzu Alexandru,prof.dr.
739. Vlad Voda
740. Voicesti
741. Vointei
742. Voitin
743. Vredniciei
744. Vulcan Samuil,episcop
745. Zabrautului
746. Zamfir Marin
747. Zarii
748. Zavoiului
749. Zebrei
750. Zetarilor
751. Zidarului
752. Ziminel
753. Zori de Zi
754. Zorilor